# 潘帕埃爾莫薩區 (烏卡亞利省)
潘帕埃爾莫薩區（西班牙語：Distrito de Pampa Hermosa），是秘魯的一個區，位於該國東北部洛雷託大區的烏卡亞利省，始建於1961年9月15日，面積7,346.98平方公里，海拔高度132米，2005年人口5,067，人口密度每平方公里0.69人。